# الانتصار لواسطة عقد الأمصار (كتاب)
الانتصار لواسطة عقد الأمصار، كتاب تأريخ عربي من تأليف إبراهيم بن محمد المعروف بابن دقماق. يذكر فيه المدن المصرية واحدة تلو الأخرى، ويوثق تاريخها.
ويعد هذا الكتاب، كتاب جغرافيا تاريخية إذ إنه يشرح طوبوغرافية الأراضي وتضاريسها إضافةً عن تاريخها.
ضل الكتاب لفترة طويلة طي المخطوطان حتى قام المستشرق الألماني كارل فولرز بترجمته ونشره عام 1893 م، وبقيت هذه النسخة الوحيدة للكتاب رغم ترجمتها ال كيكة، حتى قام أيمن فؤاد سيد بتحقيقها وصياغتها صياغة سليمة.
قام ابن دقماق بتلخيص كتابه ليخص به مصر والاسكندرية في نسخة تحت عنوان (الٌّدرَّة المضيّة في فضل مصر والإسكندرية).